# Stenungsötunneln
Stenungsötunneln är en vägtunnel, på länsväg 160. Byggd 1957, längd 120 m, enkelt tunnelrör. Tunneln var den första i Sverige som öppnades för biltrafik. Tunneln har fri höjd i mitten, medan det på kanterna bara är höjd på 4,2 meter. Vid tunnelns sydvästra ände ansluter den till Källösundsbron.